# Ernst-Moritz-Arndt-Gymnasium Herzberg
Das Ernst-Moritz-Arndt-Gymnasium (kurz: EMAG) ist ein staatliches allgemeinbildendes Gymnasium und eine offene Ganztagsschule in Herzberg am Harz im niedersächsischen Landkreis Göttingen. Zum Einzugsgebiet der Schule gehören neben der Stadt Herzberg am Harz auch die Samtgemeinde Hattorf am Harz, Bad Lauterberg, Bad Sachsa und Walkenried.

## Schulprofil
Das Gymnasium wurde 1955 gegründet.
Die Schule bietet Französisch oder Latein als Pflichtfremdsprache ab Klasse 6 sowie Italienisch als Wahlpflichtsprache ab Klasse 8 an. Im Bereich der Arbeitsgemeinschaften sind verschiedene Sprachzertifizierungen möglich. Ebenso gibt es die Möglichkeit, ein Bläser- und Streicherprofil zu wählen.
Seit 2010 ist das Gymnasium zertifizierte Lions-Quest-Schule.
2015 wurde das Ernst-Moritz-Arndt-Gymnasium als Europaschule in Niedersachsen zertifiziert, u. a. aufgrund von Austauschprojekten mit Italien, Frankreich, Ungarn und Polen. Zu der Partnerschule im italienischen Catanzaro besteht eine Schulpartnerschaft im Rahmen der Erasmus+ Schule.
Die Schule ist Mitglied im Kooperationsverbund Förderung besonderer Begabungen.
Des Weiteren verfügt sie über das Prädikat „internationale Nachhaltigkeitsschule/Umweltschule in Europa“.

## Aula
Die 1971 eingeweihte Aula im Ernst-Moritz-Arndt-Gymnasium wurde in den Jahren 2020 bis 2022 vom Landkreis Göttingen runderneuert und gleicht nun einem kleinen Amphitheater. Bestuhlung, Beleuchtung, Statik wurden für etwa zwei Millionen Euro erneuert, barrierefreie Stellplätze und Toiletten geschaffen. Von jedem der jetzt 412 Plätze gibt es einen freien Blick auf die Bühne.
Um die Aula auch außer schulisch mit kulturellen Angeboten zu nutzen, wurde 2025 der Verein Kulturwerk Herzberg am Harz gegründet.

## Persönlichkeiten

### Ehemalige Lehrer
- Traugott Bautz (1945–2020), Buchhändler, Verleger

### Ehemalige Schüler
- Marlena Robin-Winn (1947–2024), Ärztin
- Wolfgang Lampe (1953–2015), Bergingenieur, Autor
- Burkhard Rost (* 1961), Bioinformatiker
- Falko Bozicevic (* 1969), Redakteur
- Sabine Ziemke (* 1970), Journalistin, Veranstaltungsmoderatorin